# Sportovní střelba na Letních olympijských hrách 2004
Střelecké soutěže na Olympijských hrách v Athénách 2004 se konaly od 9. srpna do 17. srpna. Při střelbě na Letních olympijských hrách 2004 se zúčastnilo 390 závodníků ze 103 zemí v 17 disciplínách (10 muži a 7 ženy). Soutěž se konala v olympijském střeleckém centru Markopoulo Olympic Shooting Centre, které se nachází na východě řecké oblasti Attiky.

## Medailisté

### Muži
| Kategorie                | Zlato                                            | Stříbro                                     | Bronz                              |
| ------------------------ | ------------------------------------------------ | ------------------------------------------- | ---------------------------------- |
| 10 m vzduchová pistole   | Wang I-fu · Čína (CHN)                           | Michail Nestrujev · Rusko (RUS)             | Vladimir Isakov · Rusko (RUS)      |
| 25 m rychlopalná pistole | Ralf Schumann · Německo (GER)                    | Sergei Poliakov · Rusko (RUS)               | Sergej Alifirenko · Rusko (RUS)    |
| 50 m pistole             | Michail Nestrujev · Rusko (RUS)                  | Čin Čong-o · Jižní Korea (KOR)              | Kim Jong-su · Severní Korea (PRK)  |
| 10 m vzduchová puška     | Ču Čchi-nan · Čína (CHN)                         | Li Ťie · Čína (CHN)                         | Jozef Gönci · Slovensko (SVK)      |
| 50 m malorážka vleže     | Matthew Emmons · Spojené státy americké (USA)    | Christian Lusch · Německo (GER)             | Sergej Martynov · Bělorusko (BLR)  |
| Puška na 50m (3 pozice)  | Ťia Čan-po · Čína (CHN)                          | Michael Anti · Spojené státy americké (USA) | Christian Planer · Rakousko (AUT)  |
| Trap                     | Alexej Alipov · Rusko (RUS)                      | Giovanni Pellielo · Itálie (ITA)            | Adam Vella · Austrálie (AUS)       |
| Double trap              | Ahmed Al Maktoum · Spojené arabské emiráty (UAE) | Rajyavardhan Singh Rathore · Indie (IND)    | Wang Čeng · Čína (CHN)             |
| Skeet                    | Andrea Benelli · Itálie (ITA)                    | Marko Kemppainen · Finsko (FIN)             | Juan Miguel Rodríguez · Kuba (CUB) |
| 10 metrů běžící cíl      | Manfred Kurzer · Německo (GER)                   | Alexandr Blinov · Rusko (RUS)               | Dimitri Lykin · Rusko (RUS)        |

### Ženy
| Kategorie                | Zlato                                       | Stříbro                                      | Bronz                                      |
| ------------------------ | ------------------------------------------- | -------------------------------------------- | ------------------------------------------ |
| 10 m vzduchová pistole   | Olena Kostevyčová · Ukrajina (UKR)          | Jasna Šekarićová · Srbsko a Černá Hora (SCG) | Maria Grozdevová · Bulharsko (BUL)         |
| 25 m pistole             | Maria Grozdevová · Bulharsko (BUL)          | Lenka Hyková · Česko (CZE)                   | Irada Ašumovová · Ázerbájdžán (AZE)        |
| 10 m vzduchová puška     | Tu Li · Čína (CHN)                          | Ljubov Galkina · Rusko (RUS)                 | Kateřina Kůrková · Česko (CZE)             |
| Puška na 50 m (3 pozice) | Ljubov Galkina · Rusko (RUS)                | Valentina Turisiniová · Itálie (ITA)         | Wang Čcheng-i · Čína (CHN)                 |
| Trap                     | Suzanne Baloghová · Austrálie (AUS)         | Maria Quintanalová · Španělsko (ESP)         | Lee Bo-na · Jižní Korea (KOR)              |
| Double trap              | Kim Rhodeová · Spojené státy americké (USA) | Lee Bo-na · Jižní Korea (KOR)                | Kao E · Čína (CHN)                         |
| Skeet                    | Diána Igalyová · Maďarsko (HUN)             | Wej Ning · Čína (CHN)                        | Zemfira Meftahatdinova · Ázerbájdžán (AZE) |